# Pere Porquet i Marín

## Biografia
Pere Porquet i Marín (Lleida, 1928- Manresa, 1996) és un pintor català. Nascut a Lleida, es trasllada l'any 1947 a viure a Manresa junt amb la seva germana per circumstàncies familiars; la seva mare, que va quedar vídua l'any 1941, s'hi casa en segones núpcies.
Als tretze anys comença a treballar de pintor i als vespres assisteix a classe en una acadèmia de dibuix. Als setze, comença a pintar amb un grup de companys lleidatans amb interessos artístics i culturals comuns. L'any 1947 es crea el Cercle de Belles Arts de Lleida, del qual és un dels socis fundadors, i on rep classes de Leandre Cristòfol. El desembre del mateix any és quan arriba a Manresa, on es troba molt desconnectat. L'any següent comença el servei militar on hi estarà dos anys.
Als anys cinquanta entra en contacte amb gent del Cercle Artístic de Manresa En 1957 es casa amb Mª Rosa Prat. A finals dels cinquanta primers dels seixanta formà part del grup de pintors “Llum i color” L'artista utilitzà la via expressionista per fer un pas endavant i acabar diferenciant-se Es caracteritzar pels seus paisatges. L'any 1969 fa la seva primera exposició en solitari a les Galeries Syra de Barcelona. L'any 1983 entra al col·lectiu artístic interdisciplinari Quaderns de Taller. Serà a partir de 1987 que s'obrirà a noves tècniques de treball i a l'experimentació.

## Premis
```
1964 1r Premi concurs artistes manresans
```

```
1965 1r Premi concurs artistes manresans
```

```
1966 1r Premi XIV saló de tardor
```

```
1974 1r Premi concurs artistes manresans
```